# 魔鬼剋星
《捉鬼敢死队》（英語：Ghostbusters）是伊万·雷特曼执导、丹·艾克洛德与哈罗德·雷米斯编剧的1984年美国超自然喜剧片，比爾·莫瑞、艾克洛德、雷米斯分别饰演为人古怪的超心理学家彼得·威克曼、雷·史坦茲、伊根·史賓格勒，在纽约开办捉鬼公司。片中主演还有雪歌妮·薇佛和里克·莫拉尼斯，安妮·波茨、威廉·阿瑟頓、厄尼·哈德森出演配角。
艾克洛德对灵魂与精神很感兴趣，本片源自他的构想，原计划由他和約翰·貝魯西主演，主角穿越时空与超自然威胁搏斗。1982年贝鲁西谢世，艾克洛德的构想如果直接落实成本肯定高到没谱，雷米斯获聘结合实际改写剧本，故事背景定在纽约。《捉鬼敢死队》是史上首部特效成本高昂的喜剧片，2500至3000万美元预算当时已经很高，哥倫比亞影業忧心忡忡，对电影票房潜力缺乏信心。影片1983年10月开拍，次年一月收尾，主要在纽约和洛杉矶取景。同期制作的电影很多，特效市场供不应求，理查德·艾德兰德拿出部分预算创办老板影业，将实景效果、微缩模型、布偶等各种视觉手段结合营造鬼魂特效。
本片1984年6月8日上映后叫好叫座，很快变成文化现象，融喜剧、动作、恐怖于一体的电影风格广受好评，默瑞的演出尤得赞誉。影片首轮院线发行收入2.82亿美元，是1984年美國電影票房亚军（該年票房冠軍為《比佛利山警探》）并打破喜剧片历史票房纪录。《捉鬼敢死队》连续七周登顶票房榜，同年票房过亿的电影仅有四部。经1985年再度发行，影片总票房升至2.95亿美元，在20世纪80年代喜剧片名列前茅。2015年，本片因“文化、历史和美学领域的显著成就”，入选美国国会图书馆國家影片登記表。电影同名主题歌同样登顶畅销金曲榜。
《捉鬼敢死队》对流行文化影响深远并吸引大批忠实影迷，催生价值数十亿美元的多媒体系列产业，如大受欢迎的电视动画《捉鬼特工队》（1986年）和续作《极端捉鬼特工队》（1987年）、电子游戏、图版游戏、漫画、服饰、音乐、鬼屋景点。1989年本片续集《魔鬼剋星2》上映，票房与评价均不及原作。第二部续集直到2014年雷米斯去世都没落实，2016年同名重启电影面世，但评价不佳且票房惨败。1984年原版的第二部续集《魔鬼剋星 未來世》於2021年11月上映。

## 剧情
哥伦比亚大学超心理学教授彼得·威克曼、雷·史坦茲、伊根·史賓格勒在纽约公共图书馆调查超常現象时首次看到鬼魂，但校长对这“封建迷信”的说法嗤之以鼻，要求他们卷铺盖走人。三人在废弃消防站成立“捉鬼敢死队”接洽抓鬼灭鬼业务，开发的抓鬼装备居然还是核动力高科技，只不过新公司开张还没生意上门。
家中闹鬼的大提琴手达娜·巴雷特联系捉鬼敢死队，自称看到形状像狗的邪魔，发出的声音类似“祖鲁”。雷和伊根研究“祖鲁”是什么意思，对达娜非常惊艳的彼得趋机开撩，提议去达娜家里检查，但对方根本不想理他。生意上门，捉鬼敢死队要去塞吉威克酒店捉拿贪吃鬼斯林姆。设备测试未能顺利完成，伊根警示大家千万不要穿过质子背包武器的能量流，以免发生重大爆炸。三人把抓获斯林姆并关进消防站下的专用容器。纽约各地闹鬼案大幅增长，捉鬼敢死队名气大增，为满足日益增长的市场需求聘请溫斯頓·雷德莫爾。
美国国家环境保护局检查员沃尔特·派克对捉鬼敢死队心存怀疑，要求检查捉鬼设备被彼得回绝。伊根示警关鬼容器将满，城内到处都有超自然能量蔓延。彼得告诉达娜，祖鲁是半神，以“戈泽”仆从的身份受人间崇拜，戈泽是能變身的毁灭之神。达娜回家后被祖鲁附身，邻居路易斯·塔利也遭类似鬼魂附身。彼得找到祖鲁附体、自称“守门人”的达娜，警方把自称“钥匙之主文茨·克罗托”的路易斯交给伊根。捉鬼敢死队同意确保达娜和路易斯分开。
佩克带着执法人员和市政职工再度上门逮捕捉鬼敢死队，关押鬼魂的容器失效并发生爆炸，鬼魂四散而逃，路易斯在混乱中冲向达娜的家。雷与伊根入狱后透露达娜所住大楼由崇拜戈泽的邪教领袖伊沃·山多尔设计，能像天线般吸引并聚集超自然力量，最终召唤戈泽，带来末世。超自然现象频发的纽约陷入混乱，市长同意释放捉鬼敢死队。
捉鬼敢死队赶到公寓楼顶，达娜和路易斯已经打开通向不同空间的门并变成恶魔犬。戈泽变身女人亮相并袭击捉鬼敢死队，又在四人还手前消失。戈泽在虚空中发出声音，要求捉鬼敢死队为毁灭者挑选形象。雷无意间想起儿时很喜欢的公司吉祥物，戈泽随即变成巨大的棉花糖人并开始摧毁纽约。伊根指示另外三人用质子能量流攻击空间之门，巨大爆炸摧毁戈泽化身，将鬼魂打回原来的空间并关闭大门。捉鬼敢死队从废墟救起达娜和路易斯，街上群众向英雄欢呼。

## 演员
- 比爾·莫瑞饰彼得·威克曼
- 丹·艾克洛德饰雷·史坦茲
- 雪歌妮·薇佛饰达娜·巴雷特
- 哈罗德·雷米斯饰伊根·史賓格勒
- 里克·莫拉尼斯饰路易斯·塔利
- 安妮·波茨饰珍妮·梅尔尼兹
- 威廉·阿瑟頓饰沃尔特·派克
- 厄尼·哈德森饰溫斯頓·雷德莫爾

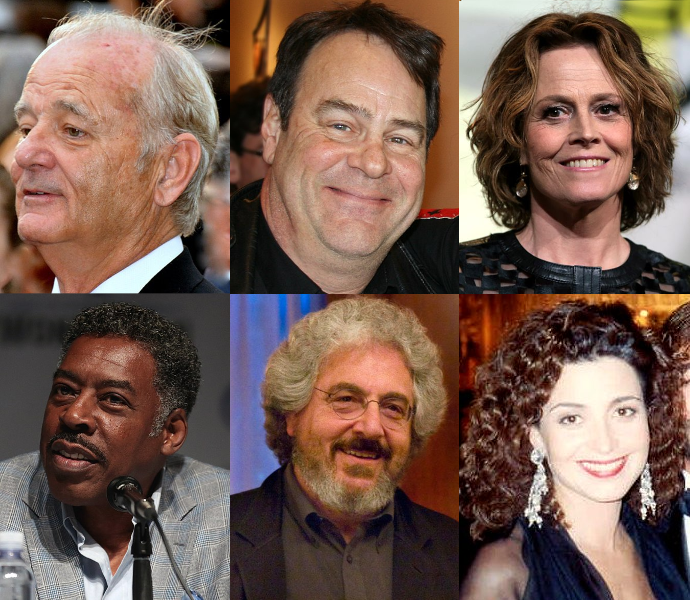
本片主要演员（左上起）：比爾·莫瑞、丹·艾克洛德、雪歌妮·薇佛、厄尼·哈德森、哈罗德·雷米斯、安妮·波茨

除主要演员外，片中的紐約市市長伦尼·克洛奇由大卫·马古利斯出演，迈克尔·英塞恩扮演塞吉威克酒店经理；斯拉维扎·乔万扮演戈泽，帕迪·爱德华兹配音。占星师露丝·黑尔·奥利弗诠释图书馆的鬼魂，爱丽丝·德拉蒙德饰图书管理员。詹妮弗·鲁尼恩与史蒂文·塔什出演彼得的心理测试对象。玩伴女郎金伯利·赫林饰演梦中鬼魂，蒂莫西·卡哈特诠释小提琴手，雷金纳德·维尔约翰逊扮演警察。
罗杰·格里姆斯比、拉里·金、乔·富兰克林、乔·富兰克林、凯西·卡森以各自真实身份客串出镜，其中卡森只有配音演出。卡森的夫人简客串路易斯家聚会的高个来宾，片中还有色情片演员罗恩·杰里米与只有13岁的黛比·吉布森亮相。导演伊万·雷特曼为斯林姆等各种鬼叫配音。

## 制作

### 前期

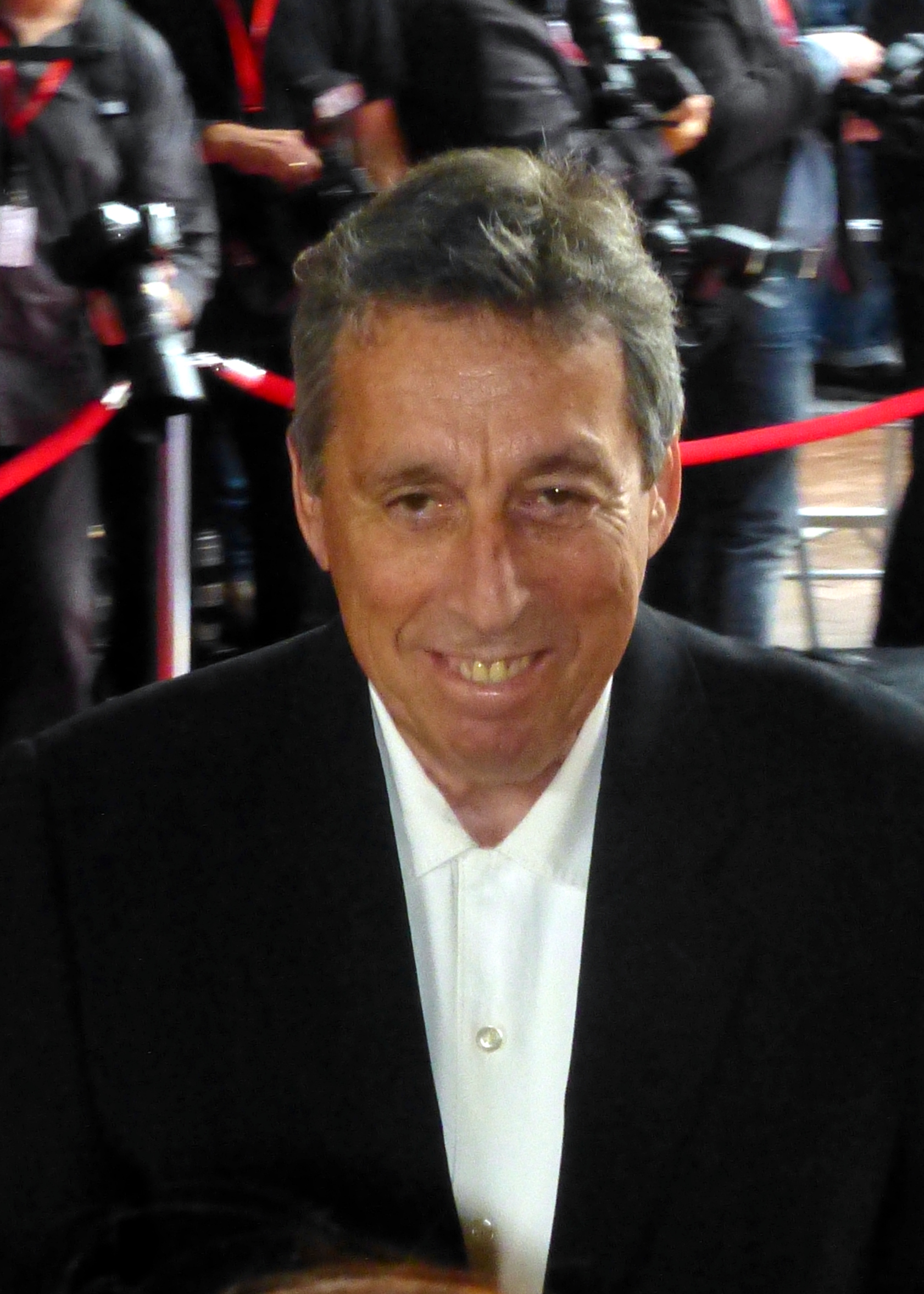
导演伊万·雷特曼为剧本提供建议，协助争取拍摄资金

丹·艾克洛德在家人影响下深信且迷恋超自然现象，本片源自他的设想。他爸写过《鬼魂史》，妈妈自称见过鬼，祖父尝试用无线电和死者交流，曾祖父以信奉招魂术出名。1981年艾克洛德在《美国心灵学研究会期刊》看到量子力学文章，由此想到捉鬼。他对现代化演绎20世纪中期喜剧鬼片很感兴趣，如艾博特与科斯蒂洛系列（《两傻怪屋捉妖记》，1941年）、鲍勃·霍普主演的《古堡捉妖记》（1940年）、鲍沃里男儿系列（《追鬼人》，1951年）。
艾克洛德编剧时打算与好友且同样出身《週六夜現場》的約翰·貝魯西和艾迪·墨菲共同主演，没想到贝鲁西1982年3月死于意外。艾克洛德记得制片人兼星探伯尼·布里尔斯坦来电告知时，他还在写贝鲁西的台词。同样曾在《周六夜现场》与艾克洛德合作的比尔·默瑞接受邀请，而且没像惯常那样订立明确协议。艾克洛德向布里尔斯坦提出三男捉鬼构想并附“棉花糖人”草图，把人物比作害虫防治工作者：“联系捉鬼敢死队就像找人抓老鼠（一样平常）”。伊万·雷特曼此前的《動物屋》（1978年）和《杂牌军东征》（1981年）表现不俗，艾克洛德觉得可以请他导演。贝鲁西在世时雷特曼就知道电影大致情节，故事发生在未来，还有许多跨星系捉鬼人士，“拍成电影大概需要两亿美元”。艾克洛德的剧本前制论述长70到80页，内容基调更严肃、更吓人。
雷特曼在洛杉矶斯蒂迪奥城亚特熟食店与艾克洛德会谈，告知对方的构想不可能拍成电影，建议剧情集中在地球，这样其中的超自然内容会更幽默。如果一开始就注重立足现实，最后的棉花糖人也会更可信。雷特曼还希望在捉鬼敢死队开业前详述来历，毕竟“20世纪80年代开始大家都在做生意”。两人会后前往伯班克华纳兄弟制片厂与雷米斯碰头，雷特曼根据此前多次合作经验认为，与艾克洛德相比，雷米斯更能把剧本朝想要的方向变更。雷特曼还觉得雷米斯应该扮演捉鬼敢死队员，后者看过剧本后马上加入项目。
剧本需要大幅改写，但雷特曼1983年3月就向哥倫比亞影業高管弗兰克·普赖斯推荐《捉鬼敢死队》。普赖斯认为剧本构想很有趣，但喜剧片往往利润有限，而且特效和人气演员阵营需要高昂预算。雷特曼表示2500至3000万美元就能拍完，普赖斯于是要求电影最迟在同年六月上映。文献对雷特曼当时宣称的数目记载不一，他事后自承纯属编造，只是按《杂牌军东征》预算的三倍计算，当时觉得“合理”。此时剧本还没写完，特效公司、开拍日期均未确定，所有工作必须在13个月内完成。雷特曼聘请合作过的乔伊·麦迪贾克与迈克尔·格罗斯担任副制片人:18哥伦比亚影业首席执行官费伊·文森特派律师迪克·盖洛普到洛杉矶要求普赖斯不要投资本片，后者不同意。盖洛普回到总部汇报时称普赖斯已经“失控”。
环球影业旗下拥有20世纪70年代儿童节目《捉鬼降妖队》版权，英语名称与《捉鬼敢死队》基本相同，为免侵权争议，电影曾考虑《阻鬼敢死队》、《打鬼敢死队》、《灭鬼敢死队》等片名。电影策划期间普赖斯与哥伦比亚影业分道扬镳，当上环球影业总裁，此时他已将《捉鬼敢死队》按50万美元加一个百分点电影利润的价格卖给哥伦比亚影业。根据好莱坞制片商用于人为抬高电影制作成本、限制版税或税务支出的好莱坞会计学实践，本片从技术上来说没有为环球影业带来分毫利润。

### 编剧
艾克洛德、雷米斯、雷特曼开始改写剧本，起初是在雷特曼的办公室，后前往麻薩諸塞州马萨葡萄园岛以便专心创作，避免同家人接触。艾克洛德在岛上有房子，三人在地下室夜以继日地工作两周。艾克洛德自认倾向描绘现代生活不光彩的方面，重写剧本时主要负责营造风趣情境，创作超自然术语，雷米斯负责精炼笑料和对白。三人各行其事再相互修改，名人鬼魂出没的精神病院、新泽西州加油站非法关押鬼魂的设施等大量情节被删。1983年6月中旬，三人写完初稿并离开马萨葡萄园岛，八月上旬完工的第三稿已同最终定稿相差无几。默瑞拍完《刀锋走险》后飞抵纽约与艾克洛德和雷米斯会晤，对剧本和即将扮演的人物没提什么意见。雷米斯曾多次为默瑞演出的电影编剧，自认很清楚应该怎么做。
三人创作早期就同意雷米斯扮演的队员负责出谋划策，艾克洛德的角色拍板，默瑞对外发声。艾克洛德从虚构人物原型汲取灵感，自称“彼得·威克曼、雷·史坦茲、伊根·史賓格勒三人相加就等于稻草人、膽小獅、錫樵夫”。他本想捉鬼敢死队需听从老板指示，雷米斯觉得没必要，三人最好保持自主。雷米斯的构想令人物更加鲜明：彼得是冷静的现代推销员；雷讲究诚信，对技术充满热忱；伊根是实事求是、为人坚忍的知识分子。:18
雷特曼认为编剧时最大的挑战就是确立剧情目标，如大反派的身份和目的、鬼魂为何现身、巨大的棉花糖人又如何出现。艾克洛德原有设想包含许多像棉花糖人般复杂的超自然实体，计划在电影开场20分钟就从东河涌现。雷特曼觉得构思很好，但对这样的情节以真实角度呈现颇感担心。雷特曼此时还在寻找合适的特效公司，最后在马萨葡萄园岛工作的两周内选定理查德·艾德兰德。

### 选角与人物

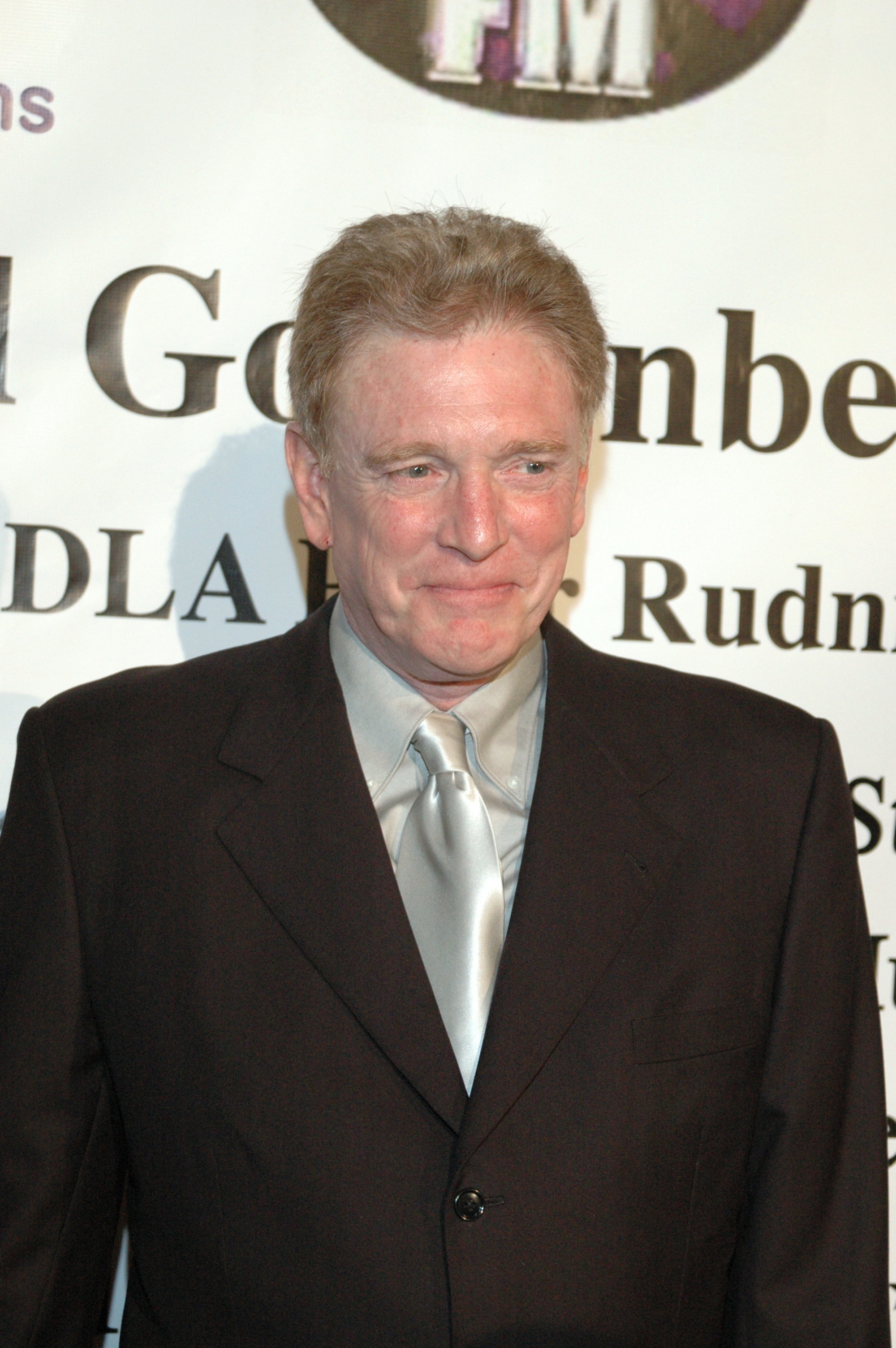
威廉·阿瑟頓（摄于2009年）扮演美国国家环境保护局检查员沃尔特·派克

制片商认为默瑞是《捉鬼敢死队》大卖的关键，但他一向要很迟才承诺加入项目。普赖斯同意为默瑞寄予厚望的《刀锋走险》注资，觉得就算走眼也亏不了多少钱，希望此举推动默瑞加入《捉鬼敢死队》。米高·基頓、切維·切斯、汤姆·汉克斯、羅賓·威廉斯、斯蒂夫·古根伯格、李察·普瑞爾都曾表达意向，剧组曾考虑邀请基顿、克里斯托弗·沃肯、约翰·利思戈、克里斯托弗·劳埃德、傑夫·高布倫扮演伊根。雷米斯从杂志封面抽象建筑获得灵感设计伊根的外表，身穿三件套粗花呢西装，头戴金属框边眼镜且头发竖直。人物姓氏源自德国史学家奧斯瓦爾德·斯賓格勒，名字取自雷米斯的匈牙利难民同学。除三大男主角外，剧中人物基本由麦迪贾克负责选角:19。厄尼·哈德森为出演溫斯頓·雷德莫爾先后试镜五次，自称早期剧本的温斯顿戏份更多，是背景复杂的空军爆破专家。哈德森对此非常高兴，在片酬只有往常一半的情况下同意接演，却在开拍前晚拿到戏份大幅删减的新剧本，对此雷特曼告知哈德森，是制片商要求扩充默瑞的戏码。艾克洛德称原计划请墨菲饰演温斯顿，但雷特曼表示没这事儿。格雷戈里·海因斯、维尔约翰逊都曾是温斯顿扮演人选。
戴露·漢娜、丹尼斯·克罗斯比、茱莉娅·罗伯茨参与达娜·巴雷特试镜，最后西格妮·韦弗入选。韦弗此前在《异形》（1979年）、《危險年代》（1982年）扮演的都是严肃人物，剧组起初不看好她。韦弗自称在耶鲁戏剧学院就颇具喜剧表演天赋，试镜时手脚并用“行走”并像狗一样嚎叫。祖鲁附身达娜源自她的建议，雷特曼表示此举令人物同事态形成利害关系，解决最后一幕面临的问题。韦弗还建议把人物职业从模特儿换成音乐家，称达娜或许有些恪守教条，但看到她拉大提琴，观众自然会相信她有头脑、有灵魂。
约翰·坎迪谢绝出演路易斯·塔利的邀请，向雷特曼表示不太理解人物，建议另请带德国口音的演员并配上几条德國牧羊犬，但主创觉得这会导致片中的狗太多。雷特曼把剧本寄给合作过的莫拉尼斯，后者一小时后同意出演。莫拉尼斯提出许多建议，如塔利的会计职业、聚会时冗长的即兴演讲。安妮·波茨在桑德拉·伯恩哈德谢绝后获得出演捉鬼敢死队秘书珍妮·梅尔尼兹的机会，戏份开拍当天抵达片场。雷特曼要求她赶快上镜演出，波茨马上换掉便服并借用布景师的眼镜，故而梅尔尼兹自始至终都戴着眼镜。
威廉·阿瑟顿参演百老匯剧目《百老汇》后获选饰演沃尔特·派克。派克与玛格丽特·杜蒙在馬克思兄弟电影中的作用类似，都是喜剧陪衬。阿瑟顿表示，派克必须对捉鬼敢死队的魅力视而不见，心存愤恨，这一点儿都不好笑。苏美尔神祇戈泽原定请保罗·雷宾斯出演，人物形象是身穿商务西装的建筑师。雷宾斯谢绝邀请，剧组改请南斯拉夫女演员斯拉维扎·乔万，人物形象调整为融合格雷斯·琼斯与大卫·鲍伊外貌特征的双性人。乔万的斯拉夫口音很重，故戈泽由帕迪·爱德华兹配音，但演员表没列他的名字。

### 摄制

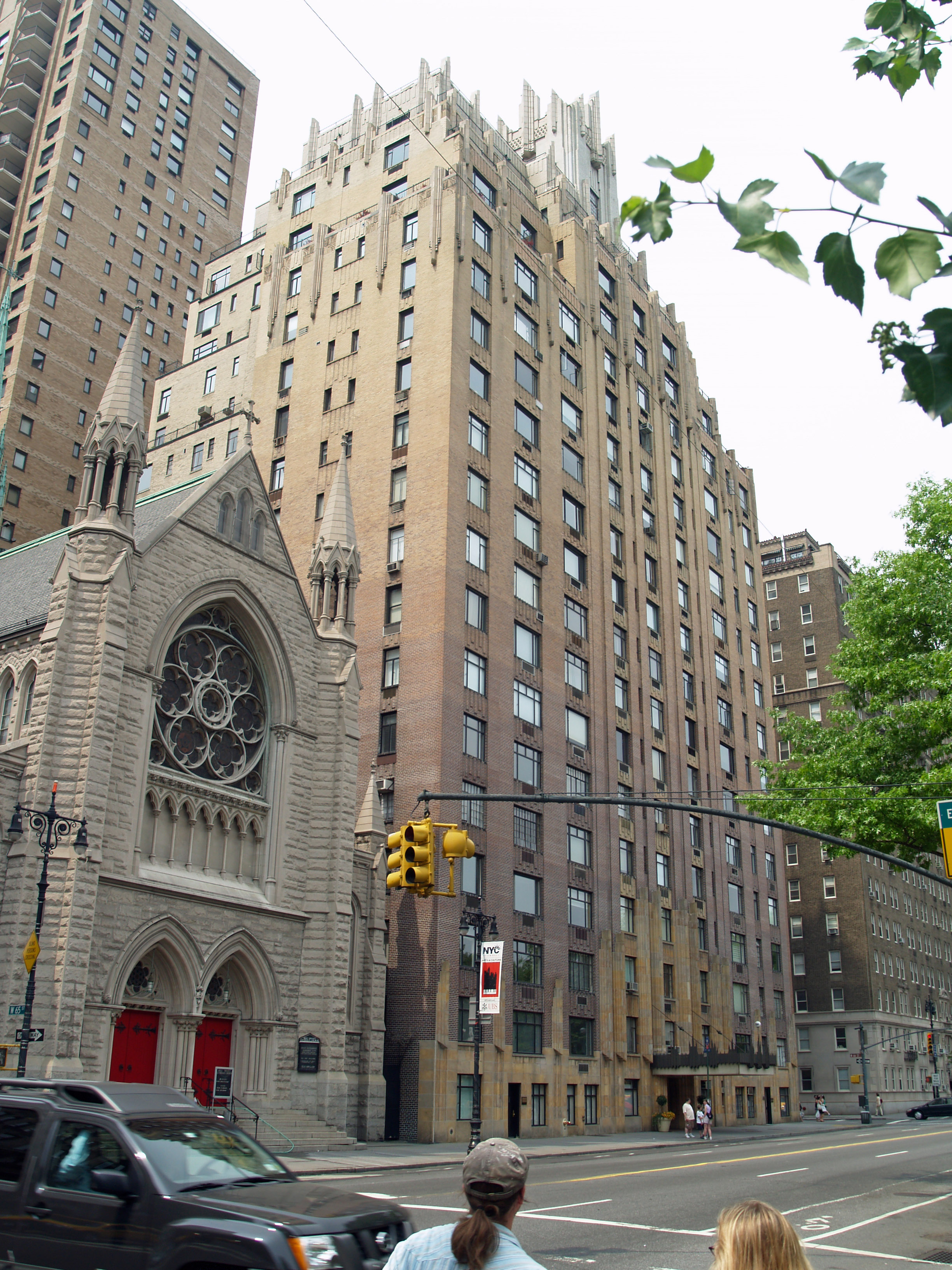
片尾高潮大战在中央公园西55号（摄于2007年）取景

电影1983年10月28日在纽约启动主体拍摄。雷特曼当天就把默瑞带到片场，此时还不肯定他是否看过剧本。纽约的摄制工作经过六周在圣诞节前收尾，雷特曼希望避免演职人员面对纽约12月的恶劣天气，力图尽快拍完。此时在纽约拍电影颇具风险，20世纪80年代初，纽约在许多人眼中等同财政灾难和暴力，洛杉矶才是娱乐业中心。雷特曼2014年接受采访时称，当年选择纽约是因为“我希望该片是……我的纽约电影”。雷特曼鼓励几位擅长喜剧的主演临场发挥，每场戏都多拍几遍，保留有价值的演员创意，同时引导大家回归剧本。
剧组在城内标志地点拍摄未经事先安排的自发镜头，例如洛克斐勒中心追逐演员的都是真保安，根本不知道是在拍电影。群众演员高呼“捉鬼敢死队”的镜头是在中央公园西取景，但片名此时尚未确定。麦迪贾克敦促哥伦比亚影业争取许可，以“捉鬼敢死队”为片名。
中央公园西55号大楼是片中达娜的家，也是片尾捉鬼敢死队与戈泽高潮大战所在地。美术部加装地板，利用接景、模型、数字效果装饰营造鬼魂活动焦点。片尾戏码摄制期间，纽约市当局同意在繁忙時間关闭邻近街道，影响市内大范围交通。据格罗斯回忆，大家站在楼顶还能看到汽车一直排队到布鲁克林区。执法人员与市民的小冲动在各处上演，警察拔枪警告拒绝听从指挥的司机，或是把司机从豪华轿车窗口拖出来。愤怒的市民质问麦迪贾克到底在拍什么鬼玩意儿，后者声称是弗朗西斯·科波拉在拍《棉花俱樂部》（1984年）。艾克洛德偶遇非常崇拜的科幻作家艾萨克·阿西莫夫，后者对电影摄制不无怨言：“你们这些人带给大楼诸多不便，糟透了，真不明白你们怎么脱身的！”曼哈顿圣三一路德会堂紧挨中央大道西55号，片尾踩在棉花糖人脚下。

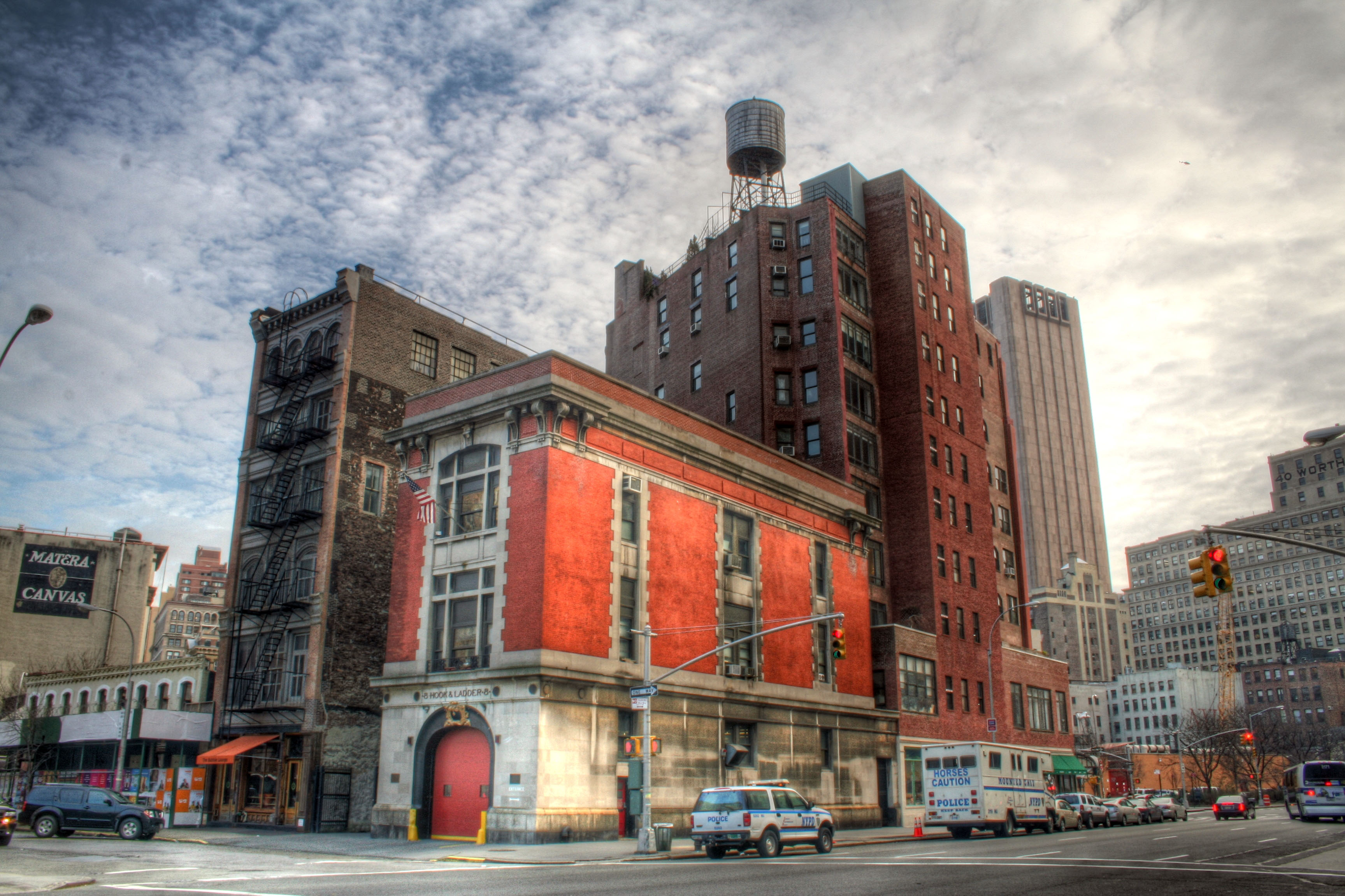
捉鬼敢死队总部外景是在纽约梯形消防站公司8号取景

电影在纽约市政厅、纽约公共图书馆、林肯表演藝術中心、哥倫布圓環、第五大道欧文信托银行、綠苑酒廊取景，地处翠貝卡的梯形消防站公司8号充当捉鬼敢死队总部:31–32, 38–39, 48。哥伦比亚大学同意电影用该校哈维迈耶大厅充当片中虚构的韦弗堂，但不得显现学府之名:31–32, 38–39, 48。
演职人员转战洛杉矶，在圣诞节至新年期间继续拍摄。片中采用实景特效，需要的熟练技术人员大多住在洛杉矶，所需的片場系統纽约更是完全没有。《捉鬼敢死队》的故事发生在纽约，但大部分镜头是在洛杉矶或位于伯班克的制片厂外景地摄制。选址侦探根据在纽约拍摄的楼房在洛杉矶搜寻适当建筑，复制纽约楼盘内景。雷特曼想拍梯形消防站公司8号内景，但消防站还在使用，没有足够空闲时间供剧组拍摄，最后改在洛杉矶市中心废弃的23号消防局摄制。梯形消防站公司8号的设计在纽约很常见，但在洛杉矶很罕见。捉鬼敢死队办公室挂有1915年23号消防局人员档案照片。
演职人员在纽约公共图书馆主阅览室拍摄时必须早早开始并在上午十点前收尾，地下图书馆书库用洛杉矶中央图书馆代替，雷特曼声称两者完全可以互换。片中虚构的塞吉威克酒店其实是比尔特莫尔千禧酒店:47–48。经过55至62天摄制，主体拍摄在1984年1月收尾。

### 后期制作
电影制作周期短，发行期限临近，促使雷特曼边拍边剪，许多镜头根本没时间多拍几遍。雷特曼有时觉得制作特效充斥的电影实在麻烦，特效镜头需要分鏡并提前拍摄，没法重来或新增镜头。格罗斯对此表示：“先要分镜，效果就像先行剪辑。拍的镜头需要他们批准，我们再花九个月来剪辑。这其中没有保险、没有备用镜头，一次都不能出错。你只能剪，不能增，对雷特曼限制很大，对此他非常厌烦。”
雷在“德梅林堡”和女鬼发生性接触的桥段被剪，原计划用于为艾克洛德的角色增加情侣。雷米斯觉得剧情发展很快，显得这场戏多余，雷特曼于是把桥段改成电影中场梦境。剪辑师谢尔顿·卡恩在电影摄制期间就把黑白电影胶片发给导演，雷特曼认为这不但便于修改，而且有助于把握影片节奏。电影摄制完工三周后，卡恩就完成第一轮全面剪辑，电影终剪版本长105分钟。

### 音乐
埃尔默·伯恩斯坦谱写本片配乐，拥有72名乐手的好莱坞交响乐团在西洛杉矶村庄录音室演奏，乐曲由大卫·斯皮尔与伯恩斯坦之子彼得编排。埃尔默已多次同雷特曼合作，早在演员签约前就加入项目。雷特曼希望配乐脚踏实地、立足现实，而不是提醒观众什么地方好笑。伯恩斯坦用馬特諾音波琴（相当于键盘乐器特雷門）营造“诡异”音效，但擅长这种乐器的人很少，只能到英格兰邀请。他使用的还有三台雅马哈DX7合成器。伯恩斯坦1985年接受采访时称，《捉鬼敢死队》是他作曲最难的电影，在平衡各种喜剧和严肃基调上极具挑战。他自认为捉鬼敢死队谱写的“滑稽”主题“可爱又不致过火”，还觉得电影后半部配乐相当容易，只要听起来“神秘且令人敬畏”。
导演和伯恩斯坦在创作早期就打算片中部分桥段播放流行音乐，补充作曲家谱写的原创曲段。如鬼魂逃出捉鬼敢死队总部时响起米克·斯迈利的歌曲《魔法》，捉鬼敢死队音乐主题后由小雷·帕克尔的电影同名歌曲代替。伯恩斯坦本人对片中采用这些歌曲、特别是《魔法》不以为然，但对歌曲登上畅销金曲榜前十的成绩颇感难以辩驳。
电影中场蒙太奇需要背景音乐，休易·路易斯与新闻乐队的《想要新药》因节奏合拍临时占位，雷特曼后经他人介绍与帕克尔面谈，后者谱写类似曲段匹配蒙太奇。帕克尔介入前已有艺人为本片创作50至60首主题歌，但导演觉得都不合适。剧组联系休易·路易斯谱写电影主题曲，但他已同意加入《回到未来》（1985年）。

## 设计
业界主要特效公司在本片制作的13个月间均忙于其他项目，其他公司又不足以应付《捉鬼敢死队》需要的630个特效镜头。特效摄影理查德·艾德兰德此时打算从光影魔幻工業离职自立门户，雷特曼推动哥伦比亚影业与同样需要特效公司的米高梅联手，向艾德兰德预支五百万美元创办老板影业。据艾德兰德回忆，律师用大部分前期准备时间敲定合同，最后用来创办特效公司、拍摄镜头、合成画面的时间一共只有十个月。老板影业团队分组完成《捉鬼敢死队》和米高梅公司科幻片《威震太陽神》所需特效。500万美元特效超预算70万，摄制时间太紧，所以大部分特效镜头必须一步到位。格罗斯督导老板影业成立，还需监督大批概念设计师的聘请过程，如漫画图书画师塔尼诺·利伯拉托尔（作品未采纳）、伯尼·莱特森（协助设计鬼魂）、分镜画师汤姆·恩里克斯的设计促成“洋葱头鬼”:19。

### 怪物特效
艾德兰德曾参与1982年鬼片《鬼哭神號》，为鬼怪设计积累经验。格罗斯认为，一方面要让人觉得鬼确实有威胁，另一方面又要切合电影倾向喜剧的基调，其中平衡很不简单。:22布偶会发出难闻的气味，特效美编史蒂夫·约翰逊于是在片场雕出粘乎乎的绿色贪吃鬼，当时叫“洋葱头鬼”，后在1986年电视动画《捉鬼特工队》获名“斯林姆”。设计斯林姆耗时半年，耗资约30万美元。制片商高管插手要求尽快完成设计，绞尽脑汁的约翰逊至少吸食三克可卡因用一整夜完工，形象一定程度上遵照艾克洛德与雷米斯的要求向贝鲁西致敬。马克·威尔逊身穿全尺寸泡沫橡胶布偶站在黑色背景前拍摄，布偶师用线缆操纵模型动作:80,82。
艾克洛德请朋友“维京人”设计棉花糖人，要求融米其林人与头戴水手帽的面团宝宝形象于一身。特效艺师兼演员比尔·布莱恩制作棉花糖人外形并化妆，步行动作模仿哥斯拉。扮演棉花糖人的泡沫套装共有18套，每套成本2.5至3万美元，其中替身演员汤米·塞萨尔身穿的17套在拍摄期间焚毁。:82泡沫有毒，故布莱恩使用独立供氧。套装上有三个头，用泡沫和玻璃纤维制成，带有不同表情而且能在线缆控制下完成不同动作。拍摄时套装旁有比例模型，以突显棉花糖人的庞大。特效组只找到一种警车模型比例合适，买下多辆并修改来代表各种汽车。水无法按比例缩小，遥控汽车撞击导致消防栓爆裂喷出的水其实是沙子。捉鬼敢死队炸毁棉花糖人后如雪花般飘向人群的“棉花糖”其实是递须膏。计划用于喷射的递须膏重68公斤，阿瑟顿看到后坚持先测试，结果重量太大，特技演员摔倒在地，实际拍摄时只用一半。递须膏刺激皮肤，拍摄数小时后部分演员起皮疹。
僵尸出租车司机布偶同样由约翰逊雕刻，根据他为《美国狼人在伦敦》（1981年）制作的复活尸体布偶设计，只有该布偶戏码是在纽约摄制:80。他和威尔逊一起制作图书馆幽灵布偶，用20条穿过躯干的线缆操控，头部和双臂可移动，还能扯掉躯干的橡胶皮肤，从人形变成可怕的食尸鬼:81。剧组担心原版图书馆幽灵吓到小观众，后在电影《天师斗僵尸》（1985年）使用。图书馆目录桥段采用实景拍摄，共拍三次，工作人员用铜管把卡片吹得乱飞。每次拍摄必须收拢并摆好卡片，雷特曼采用多台摄像机同步拍摄，一边聚焦图书馆员，一边用广角镜头拍摄人物周围乱飞的卡片。飞在空中的图书是用细线吊起。
兰迪·库克负责为戈泽手下恶犬祖鲁和文茨制作一比四的可移动比例模型定格动画布偶。模型非常笨重，为制作狗穿过街道追逐路易斯的镜头，单在片场摄制模型移动九米就耗费近30小时。:81达娜在光线笼罩的门前被恶魔之手按在椅子上，雷特曼自承这场戏受《第三类接触》（1977年）影响。剧组使用橡胶门拍摄，方便将门挤压变形，营造神秘力量企图穿门而过的效果。操作员藏身椅子后面的活板门，用恶魔犬腿形状手套穿破椅子。此时電腦成像技术尚未面世，所有不用布偶营造的鬼魂只能靠动画制作，一秒钟画面需时三周。乔万为扮演戈泽戴着红色隐形眼镜导致眼部巨痛，在片场走动时她还戴着保护带。

### 技术和设备
捉鬼敢死队大部分代表装备由硬件顾问斯蒂芬·戴恩负责设计，如用于对付鬼的“质子背包”，捉鬼陷阱、捉鬼车。电影计划1983年9月开拍，上述设备必须提前六周完成设计和制作。质子背包灵感源自军用火焰喷射器，上有可形成“中微子棒”的手持式质子流发生器，通过软管连接据称装有核加速器的背包。戴恩自称“回家用烂泡沫和别的东西堆在一起，看起来像那么回事儿。东西要高度机械化，看起来必须是现成的，像是多余的军事装备。”:55–56
雷特曼微调设计后，最终在银幕亮相的质子背包模型外壳是玻璃纤维，用螺栓把铝背板固定在美国陆军背包框架上。每个背包加上照明用电池约重14公斤，拍长镜头时导致演员背部拉伤:55–56。剧组备有两个轻型背包，其一为中空但外表一致，用于拍摄远景画面，另一个是泡沫橡胶制成，用于动作场面。特效总监查克·加斯帕尔根据戴恩的设计制作玻璃纤维道具，用橡胶模制作完全相同的玻璃纤维外壳:55–56。“中微子棒”顶端的闪光灯为动画师绘制质子流提供原点。剧组用假墙配合烟火技术，营造质子流造成破坏的效果。“精神动力能量计”道具是用艾奥纳SP-1手持式擦鞋机做底，上面固定照明和电子设备:59。技术装备设计避免花哨和光亮，突出人物科学背景和自制设备的特点。
艾克洛德的初版剧本写有捉鬼车，他和约翰·达维基斯为车辆设计提供早期构想。戴恩绘制捉鬼车内外详细图纸，督导工作人员把1959年产凯迪拉克米勒－流星改装成捉鬼车。据艾克洛德透露，片中捉鬼车是“救护车改装成灵车，又改回救护车”。早期构想是用黑色汽车配上紫色和白色闪光灯，产生超自然意味光芒，但在摄影师拉兹洛·科瓦奇指出晚上拍深色漆效果不理想后作罢。捉鬼车的构想还有奇幻色彩，如分解物质和跨维度旅行功能。剧组购买两辆车，另一辆用于改装前的镜头。戴恩设计的高科技屋顶设施包括定向天线、空调机组、储物箱、雷达天线罩:41–42。受尺寸限制，屋顶支架空运到曼哈顿，捉鬼车则是用火车拉到美国东岸。音效设计理查德·贝格斯录制豹子咆哮的声音，经过剪辑并倒着播放充当报警音效:41–42。

### 商标与布景

“正确”版“鬼魂免进”标志由圆环和左上至右下的斜线组成

根据艾克洛德创作的剧本，捉鬼敢死队制服和捉鬼车上的商标主体是禁止符号和困住的鬼魂，是“维京人”的原创构想。最终设计由自愿充当本片美术总监的格罗斯负责。道具与布景都需要商标，故需尽快确定图案，格罗斯与老板影业画师兼生物设计顾问布伦特·博茨合作，博茨画出定稿，R/GA为片头制作商标动画。格罗斯称商标有两版，其一在斜线位置有“捉鬼敢死队”字样。他对商标外观不满意，将其翻转，斜线变成左上至右下，随后众人决定去掉文字。格罗斯称，电影在欧洲发行显示的商标才是“正确”版本，美国的不得标志斜线是左下至右上，美国公映版显示的商标也是如此。
麦迪贾克聘请约翰·德奎尔任美術指導。剧本没有明确戈泽从何处现身，德奎尔根据剧本在达娜所住公寓楼顶画出打开的巨大水晶门。剧组在伯班克制片厂地段12号录音棚建造片中虚构的中央公园西55号屋顶，布景规模在电影史上名列前茅，周围是360度巨幅环形绘画。绘画期间的照明消耗大量电力，制片厂只能在需要使用时加装四台发电机并切断别处供电。为制作背景动画，剧组还用细线吊起飞机等小模型。布景搭在离地三层楼高，以便从下方角度摄制。
布景重建达娜所住公寓楼的最下面三层和邻街部分用于拍摄，如片尾高潮部分的地震桥段，剧组用液压设备抬升破碎的街道:38–39。支离破碎的道路与实际位置隔开，用于两组镜头无缝衔接。德奎尔称：“大家要在一个晚上时间内装扮街道。下午众人回家时一切正常，早上老太太溜狗时整条街就像火山爆发。人们自然纷纷向纽约警局投诉，总机响个不停。”:39公寓楼向外爆炸的特技镜头开拍时韦弗就在现场，她在空中旋转的镜头是在片场用替身结合机械臂达成，雷德曼根据与魔术师道格·亨宁合作学来的经验把机械臂藏在窗帘里。

## 发行

### 试映与营销
《捉鬼敢死队》于1984年2月3日试映，此时特效镜头尚未完工，以便判断电影喜剧效果。雷特曼觉得棉花糖人与电影其余部分的现实风格背道而驰，担心观众不买账。他还记得约有两百人在街头接受邀请走进伯班克地段影院观看试映，到图书馆开馆桥段时他就知道稳了。图书馆员变成怪物时观众有些害怕，又有人大笑，还有人报以掌声。决定命运的棉花糖人桥段反响类似，雷特曼深知无需再重拍任何镜头。面向业界同行的试映反响不及普通观众，普赖斯记得自己大笑时，其他观众只是面无表情地坐着，他认为这只是同行不希望本片成功。默瑞与艾克洛德的经纪人迈克尔·奥维茨记得某高管言道：“别担心，我们别会犯错误”；但哥伦比亚影业母公司可口可乐董事长罗伯特·戈伊苏埃塔一度表示：“老天，咱们的衣服都要输没啦。”
电影首映前数月发布的悬念式预告片以“鬼怪免进”商标为主，确保图案早早深入人心，在不透露片名和明星身份的前提下推动观众兴趣。另有院线预告片包含受話方付費電話号码，打通后可与默瑞和艾克洛德通话，前后六周里每小时约有千人致电，两人还在院线业主大会“ShoWest”为本片宣传。哥伦比亚影业花费约一千万美元营销经费，其中印刷品225万，宣传品100万，700万广告和杂项开支包括首映式媒体食宿和医院开销。考虑预算和营销费用，估计本片至少要进账八千万美元才能获利:22。

### 票房
《捉鬼敢死队》1984年6月7日在韦斯特伍德阿夫柯影院首映，次日再在北美洲1339家院线公映。电影在美国和加拿大公映首周末收入1360万美元，平均每家电影院10040美元，领先同样新上映的恐怖喜剧片《小精灵》（1250万美元），以及上映第三周的冒险片《魔宮傳奇》（1200万美元）登顶票房榜。影片公映首周票房增至2310万美元，是《杜絲先生》（1982年）后哥伦比亚影业首部票房大片。《捉鬼敢死队》连续七周登顶票房榜，收入近1.47亿美元，直到八月上旬才被《紫雨》挤下。一周后本片回归榜首，随后连续五周排第二，仅次于动作片《赤色黎明》或惊悚片《黑色手铐》。《捉鬼敢死队》连续16周位居票房榜三甲，十月下旬才逐渐跌出前十，公映30周后才在1985年初下线。电影很快就成为卖座大片，超越《魔域奇兵》登顶暑期票房榜，2.29亿美元进账在1984年电影排第二，比12月中旬上映的艾迪·墨菲主演动作喜剧《比佛利山警探》只少五百万美元。此外，《捉鬼敢死队》还打破《动物屋》的喜剧片历史票房纪录，直到半年后被《比佛利山警探》超越。
根据谈判条款，哥伦比亚影业可拿走半数或扣除花销后的九成票房，从中选择偏高的一种。从实际表现来看第二种明显更高，制片商拿到七成三票房利润，估计达1.28亿美元。主要演员拿到毛利或净利分成，《洛杉矶时报》1987年发文估计单默瑞就进账两到三千万美元。美加以外国家和地区的票房缺乏详细纪录，估计为5300万美元，把影片全球总票房提升到2.82亿美元同年许多电影日后成为80年代的标志，如《小精灵》、《小子難纏》、《终结者》、《猛鬼街》、《绿宝石》、《大魔域》。此外，1984年还是电影史上首次出现四部作品票房过亿。
1985年8月《捉鬼敢死队》在美国和加拿大重新发行，前后五周收入940万美元，票房总额升至2.39亿美元，从《比佛利山警探》手中夺得80年代喜剧票房冠军宝座。2014年8月《捉鬼敢死队》30周年之际，电影修复重制版在美加两国七百家院线上映，收入350万美元，票房总额升至2.42亿美元。影片还在特别活动及其他周年庆限量上映，加上其他国家和地区，估计《捉鬼敢死队》的全球收入达2.95亿美元。

## 反响

### 专业评价

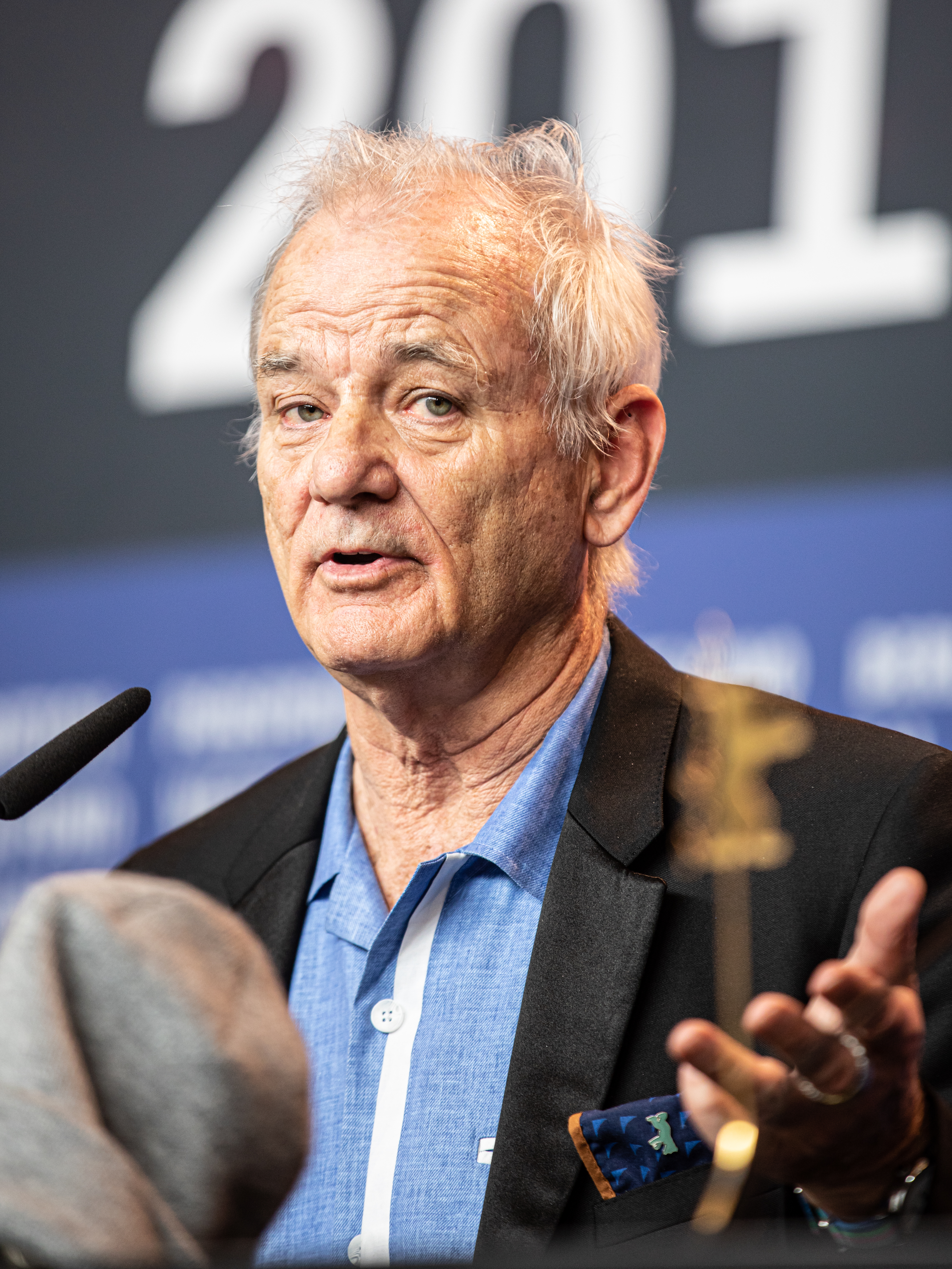
影评人一致称赞比爾·莫瑞（摄于2018年）的冷面笑匠喜剧表演风格是《捉鬼敢死队》主要亮点

《捉鬼敢死队》公映后普受好评，罗杰·埃伯特评分三星半（最高四星），称特效导向大片与“狡猾”对白如此完美融合的佳作难得一见；他认可本片特效为演员表演服务而非本末倒置，还称壮观特效往往与喜剧相克，本片是罕见的例外。埃伯特指出，身为主流电影，《捉鬼敢死队》能有那么多值得引述的台词实在难得可贵。约瑟夫·盖尔米斯在《新闻日报》把影片归入青少年奇幻片，称捉鬼敢死队总部消防站就像配备消防滑杆和捉鬼车的蝙蝠洞。
《德瑟雷特新闻报》的克里斯托弗·希克斯赞扬雷特曼导演功底更上一层楼，剧组没有把本片拍得像前作《瘋狂高爾夫》与《杂牌军东征》那么粗俗，力争令幽默更具创意，追求真正的惊悚。不过他批评结局“用力过猛”、丧失幽默感，只不过片中那么多“未曾一见的鬼魂”对整体观感不无小补。珍妮特·马斯林同样认为末日般的结局有些失控，影片在小场面捉鬼桥段表现最佳。戴夫·凯尔认为雷特曼擅长即兴喜剧，但在特效逐渐升级之际丧失对本片的掌控。
亚瑟·奈特认可《捉鬼敢死队》轻松的喜剧风格，称剧情虽然“原始”，但对创作《肉丸》与《动物屋》的团队来说，本片“远比预期更精致、更有格调”，他特别称赞谢尔顿·卡恩与大卫·布莱威特的剪辑维持影片喜剧和动作节奏。彼得·崔維斯认为电影的幽默和视觉噱头不上台面，但连串“胡说八道”的喜剧效果实在令人难以抗拒，可比超自然恐怖片《大法師》改请喜剧组合艾博特与科斯蒂洛主演。《時代雜誌》刊登理查德·席克尔的文章，称电影故意恶搞其他鬼片，把特效做得特别“俗气”。在他看来，演职人员高屋建瓴是本片赢得赞誉的重要原因。大卫·安森通过《新闻周刊》称赞本片堪称团体协作典范，大家“都朝放松乃至精神错乱的目标努力”，是暑期胡说八道电影杰作。《综艺》发文称本片“制作奢华”，但过上些许时日就会为人遗忘。
影评人一致认可默瑞的演出。吉恩·西斯克尔认为电影的特效很无聊，幸好有默瑞敏感的喜剧天赋弥补。《综艺》特别称赞默瑞的肢体与即兴喜剧演出令人青眼相看；希克斯看法类似，觉得默瑞在本片的演出远超以往。西斯克尔认为扮演彼得堪称一生难求的机遇，默瑞标志般的喜剧风格在本片充分展现。盖尔米斯赞扬默瑞在剧情局势趋于严肃之际仍然毫不理会，维持电影喜剧基调。
默瑞、艾克洛德、雷米斯的演出互动赢得普遍认可。西斯克尔称赞艾克洛德与雷米斯的“优雅”表现，凸显默瑞的精彩演出。崔維斯与盖尔米斯认为三位主角的合作效果出众，希克斯称三位主演似乎“想当80年代的马克斯兄弟”。凯尔称艾克洛德与雷米斯的发挥空间尚有不足，不过默瑞念台词时的冷面笑匠作风值得称赞。《紐約客》的宝琳·凯尔认为三人间的化学效应尚有不足，除默瑞表现突出外，另外两人的实质贡献有限。在她看来，默瑞的台词表现出色，但往往曲高和寡，无人响应。马斯林指出，对于那些机智、连贯不足的电影而言，默瑞的才华特别有价值，他饰演的人物往往无所事事，导致剧情沦为次要、为特效服务之际，角色面临的问题仍未解决。不过，马斯林认可韦弗的演出，堪称默瑞的“绝对陪衬”。《综艺》认为电影邀请多位顶级笑匠出演，但相互缺乏协作实属不智。西斯克尔认可人物互动，但对剧情后期新增哈德森的角色不以为然，人物发展也不足，令人感觉他在片中只是吸引票房的摆设。

### 荣誉
《捉鬼敢死队》入围第57届奥斯卡金像奖最佳原创歌曲（小雷·帕克尔创作的电影同名插曲）、最佳视觉效果（约翰·布鲁诺、理查德·艾德兰德、查克·加斯帕尔、马克·瓦尔戈）两项大奖，分别不敌史蒂维·旺德为《红衣女郎》创作的插曲《电话诉衷肠》和电影《魔域奇兵》。本片还入围第42届金球奖最佳影片（音乐剧/喜剧类）、最佳电影男主角（音乐剧/喜剧类，默瑞）、最佳原创歌曲，分别不敌《绿宝石》、《双喜临门》（达德利·摩尔）、《电话诉衷肠》。帕克尔创作的插曲拿下英国电影学院奖最佳原创歌曲，艾德兰德入围最佳视觉效果但同样不敌《魔域奇兵》。此外，本片还在第12届土星奖角逐拿下最佳奇幻片奖。

## 公映后

### 余波

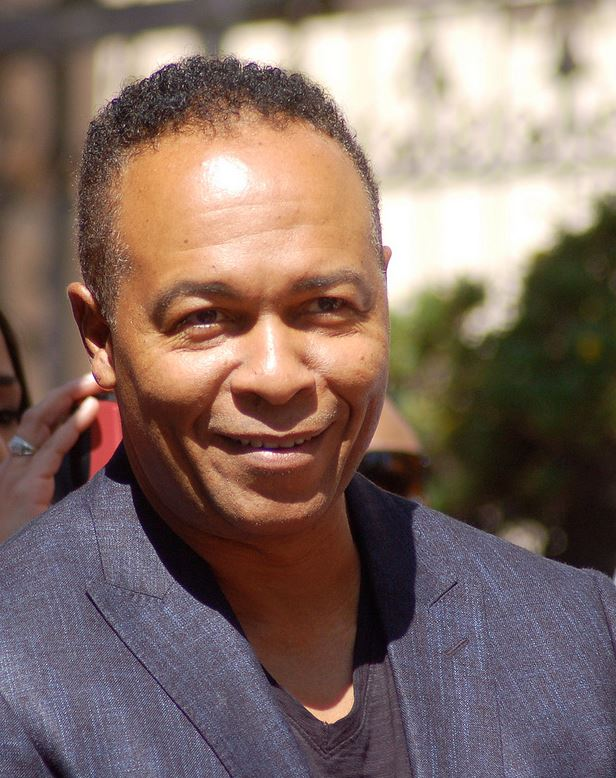
小雷·帕克尔（摄于2013年）创作的电影同名插曲入围奥斯卡最佳原创歌曲奖，休易·路易斯宣称帕克尔剽窃他的歌曲《想要新药》并起诉

小雷·帕克尔创作的电影同名插曲登顶1984年《告示牌》百强单曲榜并保持三周，共上榜21周，估计歌曲令本片票房加码两千万美元。众多名流在雷特曼执导的同名大卖音乐视频客串出镜。电影公映不久，休易·路易斯以涉嫌剽窃他1983年歌曲《想要新药》的罪名起诉帕克尔，案件1985年达成庭外和解，帕克尔后反诉路易斯违反该案保密协议。1984年，鬼马小精灵版权方哈维漫画起诉哥伦比亚影业要求五千万美元赔偿并销毁所有胶片拷贝，宣称捉鬼敢死队商标是根据哈维漫画持有版权的角色“胖鬼”创作。法庭裁定哥伦比亚影业胜诉。
默瑞在本片公映后息影四年，自称《捉鬼敢死队》大卖预示他以后都不会再有更大的成就，个人项目《刀锋走险》惨淡收场更令他心灰意冷。1988年圣诞喜剧《孤寒财主》是默瑞此后首度扮演主人翁，电影宣传标语称他“回归鬼魂界”。雷特曼1989年接受采访时表示，世人对《捉鬼敢死队》与他的其他作品缺乏尊重，根本没有严肃对待的意愿，令他颇感失望。在他看来，许多人眼中的本片“不过又一部动作喜剧”。
哈德森对《捉鬼敢死队》的感觉很复杂，对原版剧本更加丰满的人物在成片边缘化颇感遗憾，认为电影对他的演艺事业缺乏助力，至少没达到个人期望或他人承诺。哈德森2014年接受采访时自称很喜欢温斯顿，角色不乏优秀台词，感谢影迷认可，但他总觉得人物可有可无，令人爱恨交加，难以满足。阿瑟顿饰演的派克在片中被斥“不是男人”，他还称，直到20世纪90年代中期还在街头遇到影迷以此相称，令他深感愤怒。

### 家用媒体
《捉鬼敢死队》的VHS录像带1985年10月面世，派拉蒙影業计划赶在本片前一天发布同样大卖的《比佛利山警探》录像带，哥伦比业影业为避免直接竞争提前一周发行。录像带定价79.95美元，本来市场前景良好，但显然无法同《比佛利山警探》低至29.95美元的定价竞争。制片商为录像带发行投入一百万美元用于广告宣传，发行首周在录像带畅销榜排第十，哥伦比亚转让录像带生产和分销权约赚得两千万美元。《捉鬼敢死队》41万本VHS录像带的订购量创下新纪录，但几个月后就被42.5万本《第一滴血2》超越。1986年2月，估计电影VHS录像带已售出40万本，收入3200万美元，在1985年电影VHS畅销榜排第三，仅次于《星际旅行III：石破天惊》（42.5万本，1270万美元）和《比佛利山警探》（140万本，4190万美元）。
影片1989年发布人气显著回升的鐳射影碟，除单碟版外还有包含刪除片段、分屏特效演示、剧本等花絮的双碟特别版。1999年电影DVD发布之际雷特曼接受采访，承认未参与镭射影碟编排，对其中大幅提升亮度、观众能看清所有接景线条，突出特效破绽的处理颇感难堪。《捉鬼敢死队》2008年经必恩威科技闪存盘发布，是史上首部以闪存盘发布的长片电影。
2009、2014、2019年分别是电影25、30、35周年，同期发布的藍光光碟包含4K解析度重制视频品质正片、删除镜头、备用拍摄素材、影迷访谈，艾克洛德、雷米斯、雷特曼、麦迪贾克等演职人员评论音轨。35周年版提供限量钢制书皮包装，包含“德梅林堡”等尚未公开的被剪镜头。帕克尔创作的电影同名插曲经特别版黑胶唱片发布，一种能在黑暗中发光，另一种呈白色，夹层包装还有棉花糖香。2019年6月，伯恩斯坦谱写的配乐经雷射唱片、数字下载、黑膠唱片发布，发含四首未面世曲目和伯恩斯坦之子彼得的评论音轨。

### 商品
《捉鬼敢死队》问世之际，电影商品尚属新鲜事物，制片商是在《星球大战》周边商品大卖后才逐渐跟进。《捉鬼敢死队》表现远超预期，哥伦比亚影业没有制订全面的周边商品销售计划，无法充分利用电影人气巅峰时期的优势。不过他们把颇具人气的“鬼魂免进”商标印上各种商品，产生额外收入。大部分热卖商品是1986年热门动画衍生剧《捉鬼特工队》问世后购买版权的其他企业所推，直接源自本片的商品起初销售疲软，直到《捉鬼特工队》开播才改善，该剧1988年产生的商品销售收入达两亿美元，捉鬼敢死队质子背包是同年英国最流行的玩具。电影上映同期发售的同名游戏颇为畅销，影片还有两部改编小说，其中拉里·米尔恩的同名作品与本片同期发布，理查德·穆勒的《捉鬼敢死队：超自然奇观》1985年问世。雷米斯1985年推出注释剧本《制作捉鬼敢死队》。
电影周边商品包括配乐唱片、动作人偶、图书、万圣节服饰、捉鬼车与消防站等各种樂高和摩比套装、图版游戏、角子機、彈珠台、摇头娃娃、雕像、复制道具、霓虹燈招牌、冰块模、积木人、扑满、Funko人偶、鞋类、饭盒、早餐麦片。以斯林姆为原型的美汁源Hi-C柑橘味饮料1987年发售后大卖，直到2001年才停产。斯林姆成为热门标志人物，电子游戏、玩具、动画、续作、牙膏、果汁盒上都能看到他的身影。市场上还出现捉鬼敢死队与黑衣人、《忍者龜》、《变形金刚》、世界摔角娛樂等作品的跨界产品。

## 主题分析

### 资本主义与私营工业

美国总统罗纳德·里根1981年向全国讲话宣扬减税。分析文章认为《捉鬼敢死队》鼓吹里根政治政策，支持有限监管和亲商议程

正如学者克里斯汀·爱丽丝·科科斯所言，《捉鬼敢死队》“讽刺学术界、知识阶层、城市政府、雅皮士、税务专业人士、冷漠的纽约人”:232。还有评论认为本片是顺应时代的典范，应和共和党、自由主义、新自由派理念，特别是美国总统罗纳德·里根大力推广的雷根經濟學:76,93。里根经济学注重限制政府支出、制订有利于自由市場、维护企业家职能、追求利润、个人主观努力为导向私营部门利益的规则。分析人士指出，《捉鬼敢死队》剧情背景便是傲慢无能的政府官僚（派克）千方百计阻挠小型私人企业发展，导致关押鬼魂的设施受损，城内群魔乱舞，进而迎来戈泽。伊根在派克带人企图中止捉鬼敢死队作业时强调“这是私人财产”，以此可见片中真正的大反派是派克而非戈泽。文章还指出，三人被大学解雇，艾克洛德扮演的雷心情不好，这主要是因为大学的公共资金项目根本不需要他们，雷只能到“要求成果”的私营部门工作。导演雷特曼自认“保守自由派”。
《華盛頓觀察家報》刊文称，片中私营部门赶到纽约收费对抗超自然力量，政府完全无能为力:96。《Vox》指出，市长身为政府代表，是在听闻捉鬼敢死队能挽救“数以百万计的登记选民”生命才决定放人，政府官员的行为动机不过是保住官职。市长的决定同样基于意识形态：要么支持捉鬼敢死队代表的私有化自由市场，要么是派克代表的政府机关:99–100。就连警察都无法对抗超自然力量，只能把路易斯交给捉鬼敢死队:96。作家拉尔夫·克莱尔认为捉鬼敢死队以废弃消防站为总部，用车是旧救护车改装，两者都是公共服务经营不景气的抛售品:100。科科斯认为捉鬼敢死队是美式自由思想范例，代表民间对抗导致问题恶化的政府过度干预:233。
克莱尔声称，美国经济在20世纪70年代深陷泥潭，《捉鬼敢死队》反映社会转为支持自由市场的倾向，许多电影把纽约描绘成犯罪猖獗、秩序崩溃的混乱泥潭，如《出租车司机》（1976年）、《殺神輓歌》（1979年）、《纽约大逃亡》（1981年）:76,93,95–96。《捉鬼敢死队》在克莱尔称为“纯资本主义”的经济复苏开始时诞生，强调私有化并放宽管制，以便私营部门取代政府:76,93。市长需要外包来解决鬼魂问题，反映现实中的纽约政府把大面积房产让给企业刺激经济复苏:95–96。雷受命清除头脑中的所有想法后除消费主义吉祥物外什么都想不起来，又如达娜是在印有消费主义图案的冰箱里看到祖鲁，两者均可视为资本主义例证:100–101。

### 不平等、移民、污染
分析人士认为片中鬼魂代表犯罪、无家可归、污染、摇摇欲坠的基础设施和公共服务:233:96–98。科科斯认为电影对政府和环境监管抱负面看法:232–233，鬼魂代表污染物和环境破坏残留，反映现实政府拒不承认影响人类的环境问题:233,235。特别是美国国家环境保护局根本不相信捉鬼敢死队是在抓捕鬼魂或“垃圾”，捉鬼敢死队反过来也不觉得有必要听从或遵守该局指示:241。捉鬼敢死队把普遍存在的问题浓缩至小范围，在人口稠密区建造危险容器，同时又只有他们才知道这到底有多危险:235,244。相比之下，严格遵守政府规章的派克关闭容器，进而导致局势显著恶化:257。
克莱尔认为鬼魂代表纽约面临的流浪汉和少数族裔问题。曾是人类的鬼魂不受承认，被捉鬼敢死队当成社会妨害因素转移到恶劣环境，与现实中的移居开发类似。捉鬼敢死队收费不菲，所以通常是为塞吉威克酒店、达娜这类富人阶层服务，贫穷的华裔只能用肉付款。:96–98克莱尔进而指出，捉鬼敢死队以此推动纽约复兴，但忽视贫民与丧失权利人士为此付出的代价:101–102。作家佐拉·克拉克指出，电影构想阶段曾有最终弃用的华人鬼魂概念画作，长辫与斗笠类似传统印象里的华人移民形象。

### 不成熟
作家妮可·马修斯认为，电影以成人与儿童观众为目标，故核心人物形象很不成熟、甚至有些幼稚:110。影评人文森特·坎比指出，本片获利的重要卖点是吸引儿童观众，令他们“能对深陷中年危机、渴望用硬纸板弯刀与海盗作战的40岁男子感同身受”:111。片中彼得·威克曼幼稚的嘲讽旨在缓和局势、深化叙事。作家吉姆·威利声称，《捉鬼敢死队》与续集基调变化显著，主人翁在原作只是受雇工人从事本职工作，续集变成拯救城市的崇高英雄，在原作属于实用工具的彼得到续集就变成搞笑段子手。目标观众以男子为主，导致女角色寥寥无几，对整体剧情无关紧要:105。简·克里斯普称，达娜在冰箱里发现祖鲁，代表人们眼中女人总和家庭、厨房联系在一起的传统印象。

## 影响
《捉鬼敢死队》是早期大片代表，有效开创融合喜剧、科幻、恐怖、惊悚的新体裁，还证明《星球大战》推动的衍生商品热卖绝非偶然。耳熟能详的畅销品牌能用于推广衍生产品，电影业据此形成商业模式并运作至今。电影的高人气已成必然后，制片商马上积极扩大利润空间，把单部作品转化成衍生商品及电视等传媒，把获利周期延长到影片退出院线很久之后。
娱乐业观察人士认为，本片与《周六夜现场》对20世纪80年代初人们对纽约印象的扭转功不可没。韦弗觉得电影就像“写给纽约和纽约人的情书……（片中）看门人所言“有人带美洲狮参加聚会”，这话真太纽约了。棉花糖盖住大家时，各种各样的纽约人在为我们欢呼……这在我印象里可谓非常感人。”:39《捉鬼敢死队》还推动缩小电影和电视演员的差距，星探迈克尔·奥维茨称电影公映前，电视演员走上大银幕时只能出演小角色。雷特曼感叹影片经久不衰，称“孩子们都担心死亡和……类似鬼的事物。看到《捉鬼敢死队》后就像对这些恐惧能够自控，还能以某种形式减轻，一切都没那么可怕。父母同孩子一起观看本片，他们欣赏的层次不同，但完全可以一起观赏。”

### 文化影响
《捉鬼敢死队》公映后成为极具影响的文化现象。同名主题歌是畅销金曲，1984年万圣节扮成片中主人翁的孩子占多数。电影对流行文化影响深远，有特效主导喜剧片开山之作美誉。电影基本剧情是团体协作对抗异世界威胁，由此形成后来者不乏热门大片的新喜剧类型，如《黑超特警組》（1997年）、《地球再發育》（2001年）、《巡邏驚很大》（2012年）、《衰鬼刑警》（2013年）、《世界大對戰》（2015年）。2015年，本片因“文化、历史和美学领域的显著成就”，入选美国国会图书馆國家影片登記表。雷特曼对此表示：“很荣幸得知以图书馆鬼魂开局的电影如今在国会图书馆书架上已有一席之地”。
1984年利用《捉鬼敢死队》文化现象的广告有数十种之多，商品范围五花八门，如航空公司、牙科、房地产。地方乃至国家层面到处都有以“敢死队”结尾的新词，如涉及联邦预算时出现“预算敢死队”，农业对应“庄稼敢死队”，B-52同溫層堡壘轟炸機对应“核敢死队”、卫生对应“垃圾敢死队”、泛美航空对应“价格敢死队”。“鬼魂免进”商标也经修改来抗议政坛候选人里根、沃尔特·蒙代尔，甚至华特迪士尼公司职员罢工时换成米老鼠图案。帕克尔所创歌曲的歌词“你要打电话找谁？”也成为流行文化辞汇；默瑞在片尾对抗戈泽时把剧本台词“我要把这家伙烤熟”即兴发挥成“这小东西熟了”，意指对方完蛋大吉，这很可能是词语“烤熟”（原词有“烤面包”之意）史上首次当成俚语。
《捉鬼敢死队》迅速吸引忠实影迷追随，此后多年继续蓬勃发展。电影在主流市场大卖的同时又有邪典大片代表美誉，引发全球观众追捧，催生影迷俱乐部、自制视频、美术品、集会。影迷不时身穿捉鬼敢死队服饰闯进纽约公共图书馆阅览室。2016年群眾募資纪录片《捉鬼敢死队》（汉语译名相同，英语原名不同）讲述影迷的故事、电影对他们人生的影响，穿插艾克洛德、雷特曼、韦弗等演职人员访谈。2020年纪录片《清理城市：纪念捉鬼敢死队》详细介绍电影制作过程。本片纪念品人气很高，曾在银幕亮相的质子背包2012年经拍卖以16.9万美元高价成交。2017年新发现的甲龙化石按戈泽仆丛起名“胫骨破坏者祖鲁”。
佛羅里達環球影城1990至1996年上演《捉鬼敢死队》改编的舞台演出，其中包含大量特效，主要根据片尾主人翁大战戈泽展开。好萊塢環球影城2019年万圣恐怖夜活动的鬼屋旅游景点包含本片地点、人物、鬼怪。电影、电视、电子游戏等各种传媒明确提及《捉鬼敢死队》或致敬。艾克洛德在1995年电影《鬼马小精灵》客串饰演雷·史坦茲，片尾的庆祝游戏为2012年超级英雄片《復仇者聯盟》结尾提供灵感，展现世界各地居民庆祝电影同名团体战胜外星侵略者。

### 时代考验
白驹过隙，《捉鬼敢死队》顶住时间考验，积极反响延续多年，在喜剧电影史上已有一席之地。影片登上2013年参考书《死前必看的1001部电影》。2014年《捉鬼敢死队》30周年之际，《荷里活報道》的娱乐业投票将本片排在影史佳片第77位。《Time Out》同年给予《捉鬼敢死队》五星（最高）好评并有“纯粹狂欢”美誉。《帝國雜誌》读者投票评选百大佳片，本片排第68。2014年《滚石》读者经投票把《捉鬼敢死队》排在20世纪80年代佳片第九位。评论汇总网站爛番茄共收集本片73篇评论，认可度达九成七，平均评分8.1（最高十分）。网站共识写道：“特效与喜剧极具感染力的有趣组合，比尔面无表情的演出令人捧腹，引领大量了不起的喜剧转折。”Metacritic根据八篇评论打出平均分71（最高100），代表“普遍好评”。
2001年，美国电影学会评选百年百大喜剧片，《捉鬼敢死队》排第28。《國家評論》2009年评选过去25年25部最佳保守派电影，本片排第十，强调影片把“以规管为乐”的美国国家环境保护局描绘成反派，最后全靠私营部门挽回局面。2015年11月，电影剧本在美国编剧工会评选的101部最有趣剧本排第14。英国广播公司2017年邀请52个国家和地区的253名评论家（118男、135女）评选史上最搞笑电影，《捉鬼敢死队》位居第95。
众多传媒把《捉鬼敢死队》评为20世纪80年代影坛杰作，其中Film.com第二、《Time Out》第五、《入围名单》杂志第六、《Complex》杂志第15、《帝国杂志》第31，还登上Filmsite网站未排名的榜单。影片亮相许多媒体评选的最佳喜剧片榜，在《娱乐周刊》排第一、IGN排第四、《帝国杂志》排第十、《每日电讯报》第25、烂番茄网站第45，烂番茄评比三百部必看电影（未排名），本片再度上榜。此外，电影还在最佳科幻片、最佳科幻喜剧、最佳暑期大片评选榜上有名。《帝国杂志》2006年评选“伟大电影角色百强”，默瑞饰演的彼得·威克曼位居第44，2020年再度评选升至第31。

## 续作与改编

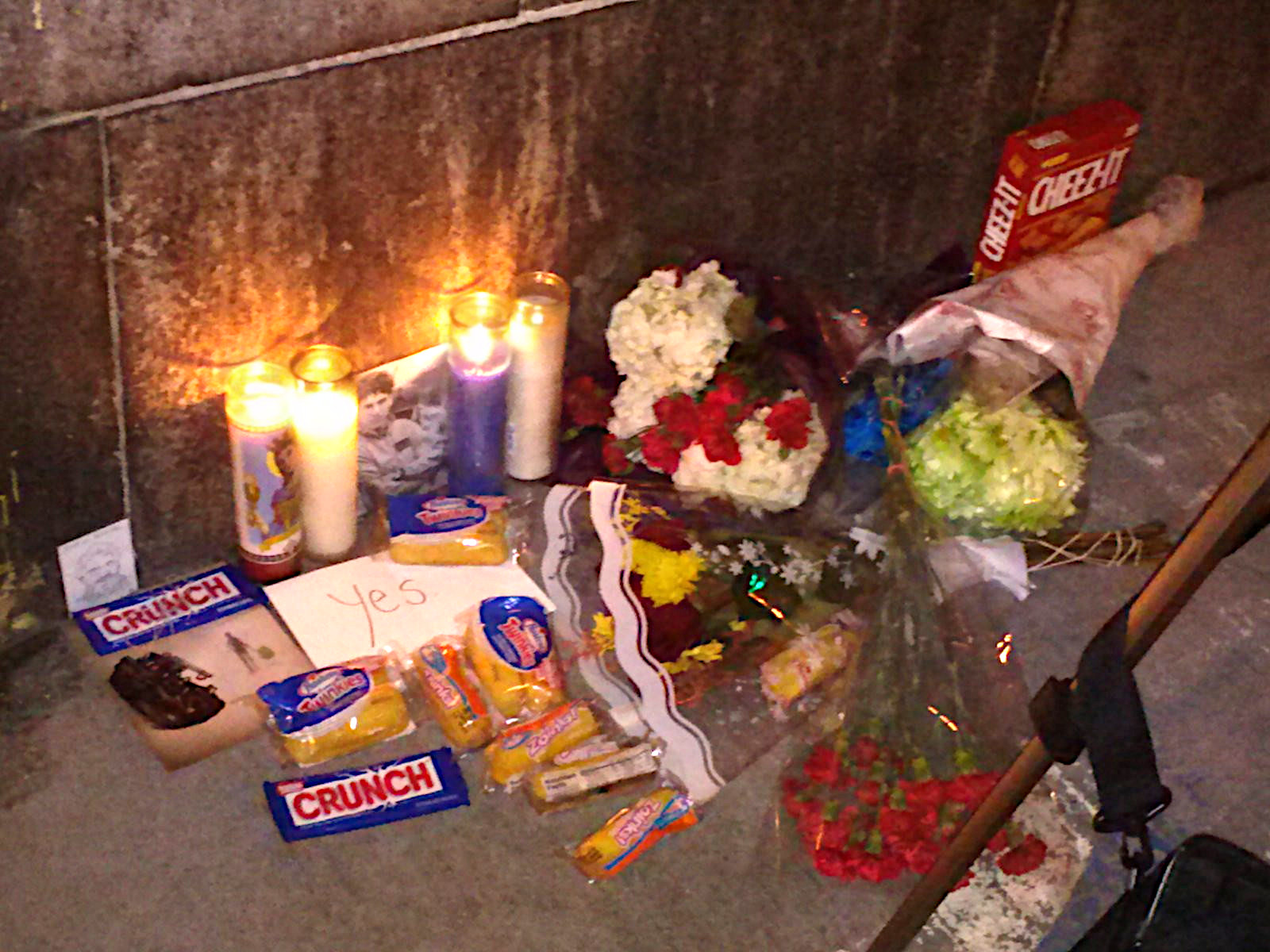
2014年哈罗德·雷米斯去世，第二部续集的拍摄计划由重启取代。影迷在梯形消防站公司8号旁留下纪念品悼念雷米斯

电影叫好叫座，催生包括动画电视剧、续集与重启电影在内的魔鬼剋星系列。1986年的动画电视剧《捉鬼特工队》持续播映六年，播出七季共140集，该剧又催生漫画、商品，还有以斯林姆为核心的节目，并在1997年推出电视剧续作《极端捉鬼特工队》。1989年的续集电影《魔鬼剋星2》打破多项票房纪录，估计首周末观影人数超原作两百万，但无论票房总成绩还是评论都有不及。演员和角色的人气还在，《捉鬼敢死队》仍有望推出第二部续作，但因默瑞无意参与持续多年缺乏进展。他在2009年接受采访时表示：
我们拍了（《捉鬼敢死队2》），但我不大满意，在我看来只有第一部才有实际价值，续集没啥意思……成片（与原有构想）完全不同……至少我对第二部非常失望，根本没考虑《捉鬼敢死队3》。
艾克洛德直到21世纪10年代初都没有放弃下一部续集的开发计划，他和雷米斯为2009年的《捉鬼敢死队：电子游戏》情节创作担任顾问，两人和莫瑞、哈德森、波茨、阿瑟頓均为游戏配音。故事情节发生在《捉鬼敢死队2》过去两年后，玩家是捉鬼大队新成员，对付与戈泽有关的鬼魂威胁。游戏广受好评，情节表述获奖项提名，艾克洛德声称该作“本质上就是第三部电影”。原作首部续作小说《捉鬼敢死队归来》原计划2004年发售，但尚未落实出版社便告破产。另外还有许多漫画作品延继电影人物旅程，走遍世界各地甚至到达其他空间。
2014年雷米斯去世后，雷特曼认为与雷米斯、艾克洛德、默瑞共同掌控版权对系列作品发展不利，开始与哥伦比亚影业谈判转让版权，还花两周说服默瑞。他没有透露交易细节，只表示“创作者能让我们和后人的生活过得充实”。雷特曼与艾克洛德创办鬼魂制片公司延续和扩张《捉鬼敢死队》系列，首先推出的是2016年重启之作，保罗·费格执导。该片上映前饱受争议，发行后评价不一，沦为票房炸弹。2019年，《捉鬼敢死队》前两部电影的新版续集计划公布，片名《魔鬼剋星 未來世》，雷特曼之子贾森执导，2021年11月上映。